# Syagrus
Pour les articles homonymes, voir Syagrus (homonymie).
Genre
Classification phylogénétique

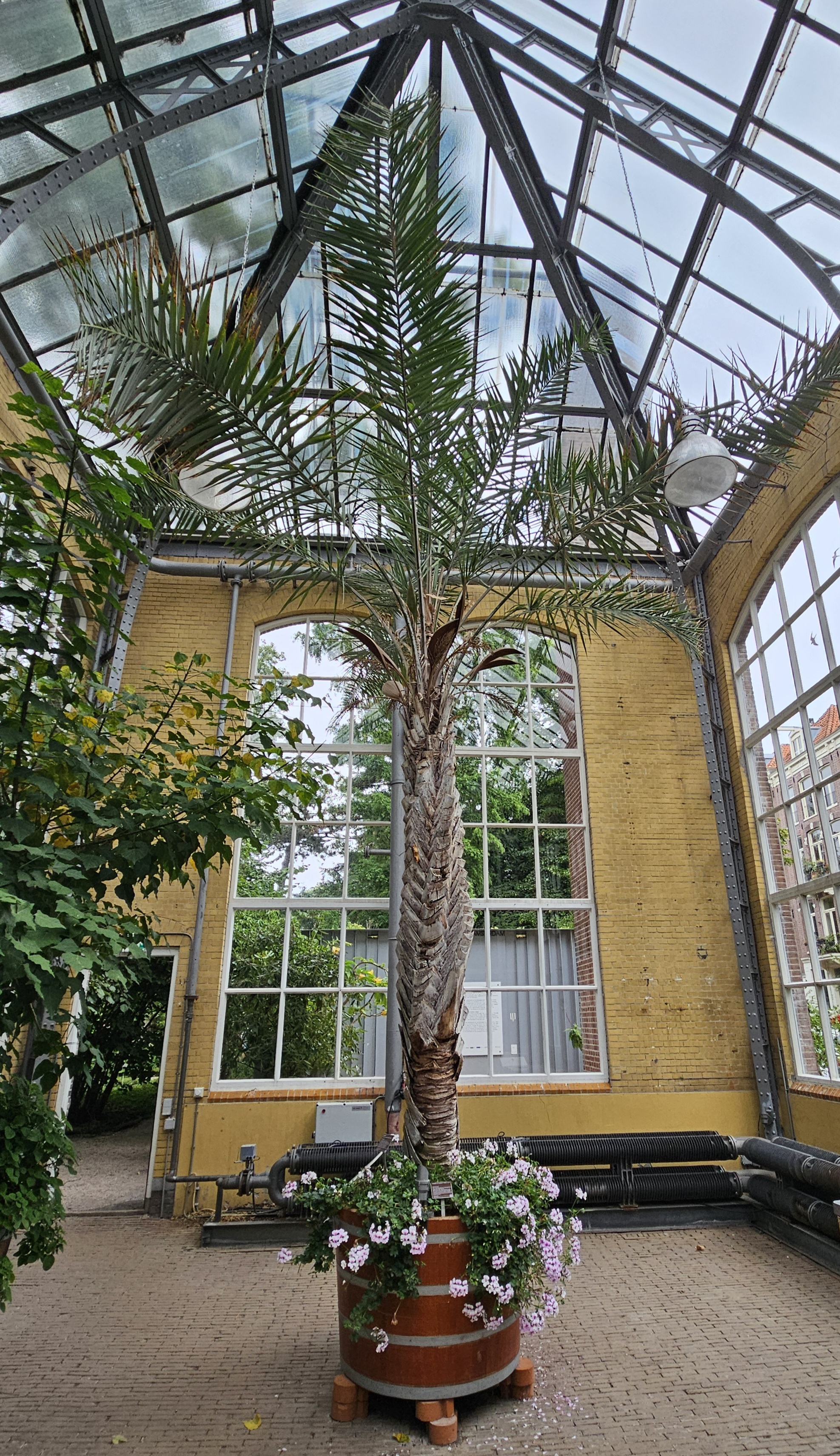
Syagrus coronata au jardin botanique d'Amsterdam

Syagrus est un genre de palmiers appartenant à la famille des Arécacées. Parmi les espèces de Syagrus, on trouve le Palmier Pindó ou Ybá pitá (Syagrus romanzoffiana).

## Description
Ce sont des palmiers de forme très variable, cespiteux, acaules, monocaules, petits ou grands. Leurs feuilles pennées sont régulièrement divisées. Les pinnules sont insérées en groupe, disposées sur plusieurs plans, et dotées de nervures proéminentes.
Les fleurs sont unisexuées et leurs fruits sont de taille moyenne à longue, et de forme allongée. Ils se regroupent en une masse cylindrique.

## Classification
- Famille des Arecaceae
  - Sous-famille des Arecoideae
    - Tribu des Cocoseae
      - Sous-tribu des Attaleinae

## Habitat
Ils poussent souvent dans les savanes et forêts tropicales sèches. Principalement en Amérique du Sud.

## Espèces
- Syagrus amara (Jacq.) Mart. in A.D.d'Orbigny, Voy. Amér. Mér. 7(3): 132 (1847).
- Syagrus botryophora (Mart.) Mart. in A.D.d'Orbigny, Voy. Amér. Mér. 7(3): 133 (1847).
- Syagrus × campos-portoana (Bondar) Glassman, Rhodora 65: 260 (1963).
- Syagrus campylospatha (Barb.Rodr.) Becc., Agric. Colon. 10: 465 (1916).
- Syagrus cardenasii Glassman, Fieldiana, Bot. 31: 238 (1967).
- Syagrus cearensis Noblick, Palms (1999+) 48: 73 (2004).
- Syagrus cocoides Mart., Hist. Nat. Palm. 2: 130 (1826).
- Syagrus comosa (Mart.) Mart. in A.D.d'Orbigny, Voy. Amér. Mér. 7(3): 134 (1847).
- Syagrus coronata (Mart.) Becc., Agric. Colon. 10: 466 (1916).
- Syagrus × costae Glassman, Fieldiana, Bot. 32: 244 (1970).
- Syagrus duartei Glassman, Fieldiana, Bot. 31: 289 (1968).
- Syagrus flexuosa (Mart.) Becc., Agric. Colon. 10: 466 (1916).
- Syagrus glaucescens Glaz. ex Becc., Agric. Colon. 10: 470 (1916).
- Syagrus graminifolia (Drude) Becc., Agric. Colon. 10: 466 (1916).
- Syagrus harleyi Glassman, Phytologia 39: 401 (1978).
- Syagrus hoehnei Burret, Notizbl. Bot. Gart. Berlin-Dahlem 13: 678 (1937)[1],[2].
- Syagrus inajai (Spruce) Becc., Agric. Colon. 10: 467 (1916).
- Syagrus insignis (Rob.) Becc., Agric. Colon. 10: 467 (1916)[1].
- Syagrus leptospatha Burret, Notizbl. Bot. Gart. Berlin-Dahlem 15: 105 (1940).
- Syagrus macrocarpa Barb.Rodr., Prot.-App. Enum. Palm. Nov.: 46 (1879).
- Syagrus × matafome (Bondar) A.D.Hawkes, Arq. Bot. Estado São Paulo, n.s., f.m., 2: 178 (1952).
- Syagrus microphylla Burret, Repert. Spec. Nov. Regni Veg. 32: 111 (1933).
- Syagrus oleracea (Mart.) Becc., Agric. Colon. 10: 467 (1916).
- Syagrus orinocensis (Spruce) Burret, Notizbl. Bot. Gart. Berlin-Dahlem 13: 695 (1937).
- Syagrus picrophylla Barb.Rodr., Prot.-App. Enum. Palm. Nov.: 45 (1879).
- Syagrus pleioclada Burret, Repert. Spec. Nov. Regni Veg. 32: 110 (1933).
- Syagrus pseudococos (Raddi) Glassman, Fieldiana, Bot. 32: 233 (1970).
- Syagrus romanzoffiana (Cham.) Glassman, Fieldiana, Bot. 31: 382 (1968).
- Syagrus ruschiana (Bondar) Glassman, Rhodora 65: 261 (1963).
- Syagrus sancona (Kunth) H.Karst., Linnaea 28: 247 (1856).
- Syagrus schizophylla (Mart.) Glassman, Fieldiana, Bot. 31: 386 (1968).
- Syagrus smithii (H.E.Moore) Glassman, Fieldiana, Bot. 31: 231 (1970).
- Syagrus stratincola Wess.Boer, in Fl. Suriname 5: 170 (1965).
- Syagrus × tostana (Bondar) Glassman, Rhodora 65: 261 (1963).
- Syagrus vagans (Bondar) A.D.Hawkes, Arq. Bot. Estado São Paulo, n.s., f.m., 2: 178 (1952).
- Syagrus vermicularis Noblick, Palms (1999+) 48: 111 (2004).
- Syagrus weddelliana (H.Wendl.) Becc., Agric. Colon. 10: 468 (1916)[1].
- Syagrus werdermannii Burret, Repert. Spec. Nov. Regni Veg. 32: 109 (1933).
- Syagrus yungasensis M.Moraes, Novon 6: 89 (1996).

Liste complète selon PoWo au 21 décembre 2021 
- Syagrus allagopteroides 	Noblick & Lorenzi
- Syagrus amara 	(Jacq.) Mart.
- Syagrus amicorum  	K.Soares & C.A.Guim.
- Syagrus angustifolia  	Noblick & Lorenzi
- Syagrus botryophora  	(Mart.) Mart.
- Syagrus caerulescens 	Noblick & Lorenzi
- Syagrus campestris  	(Mart.) H.Wendl.
- Syagrus campylospatha 	(Barb.Rodr.) Becc.
- Syagrus cardenasii 	Glassman
- Syagrus cataphracta 	(Mart.) Noblick
- Syagrus cearensis  	Noblick
- Syagrus cerqueirana  	Noblick & Lorenzi
- Syagrus cocoides  	Mart.
- Syagrus comosa  	(Mart.) Mart.
- Syagrus coronata 	(Mart.) Becc.
- Syagrus deflexa 	Noblick & Lorenzi
- Syagrus duartei 	Glassman
- Syagrus elata  	(L.R.Moreno & O.I.Moreno) Noblick
- Syagrus emasensis  	Noblick & Lorenzi
- Syagrus evansiana  	Noblick
- Syagrus flexuosa  	(Mart.) Becc.
- Syagrus glaucescens 	 Glaz. ex Becc.
- Syagrus glazioviana 	(Dammer) Becc.
- Syagrus gouveiana  	Noblick & Lorenzi
- Syagrus graminifolia  	(Drude) Becc.
- Syagrus guaratingensis 	Noblick
- Syagrus guimaraesensis 	 Noblick & Lorenzi
- Syagrus harleyi  	Glassman
- Syagrus hoehnei 	Burret
- Syagrus inajai  	(Spruce) Becc.
- Syagrus insignis  	(Devansaye) Becc.
- Syagrus itacambirana 	Noblick & Lorenzi
- Syagrus itapebiensis 	(Noblick & Lorenzi) Noblick & Meerow
- Syagrus kellyana  	Noblick & Lorenzi
- Syagrus lilliputiana  	(Barb.Rodr.) Becc.
- Syagrus loefgrenii  	Glassman
- Syagrus longipedunculata 	Noblick & Lorenzi
- Syagrus lorenzoniorum  	Noblick & Lorenzi
- Syagrus macrocarpa 	Barb.Rodr.
- Syagrus mendanhensis  	Glassman
- Syagrus menzeliana  	Noblick & Lorenzi
- Syagrus microphylla 	Burret
- Syagrus minor  	Noblick & Lorenzi
- Syagrus oleracea 	(Mart.) Becc.
- Syagrus orinocensis  	(Spruce) Burret
- Syagrus petraea 	 (Mart.) Becc.
- Syagrus picrophylla  	Barb.Rodr.
- Syagrus pimentae 	 Noblick
- Syagrus pleioclada  	Burret
- Syagrus pleiocladoides  	Noblick & Lorenzi
- Syagrus pompeoi  	K.Soares & R.S.Pimenta
- Syagrus procumbens 	Noblick & Lorenzi
- Syagrus pseudococos 	 (Raddi) Glassman
- Syagrus romanzoffiana 	 (Cham.) Glassman
- Syagrus rupicola 	Noblick & Lorenzi
- Syagrus ruschiana 	 (Bondar) Glassman
- Syagrus sancona 	(Kunth) H.Karst.
- Syagrus santosii 	K.Soares & C.A.Guim.
- Syagrus schizophylla 	(Mart.) Glassman
- Syagrus smithii  	(H.E.Moore) Glassman
- Syagrus stenopetala 	Burret
- Syagrus stratincola 	Wess.Boer
- Syagrus vagans 	(Bondar) A.D.Hawkes
- Syagrus vermicularis  	Noblick
- Syagrus weddelliana 	 (H.Wendl.) Becc.
- Syagrus werdermannii 	 Burret
- Syagrus yungasensis  	M.Moraes

### Hybrides acceptés
- Syagrus × altopalacioensis 	 K.Soares & L.C.Assis
- Syagrus × andrequiceana 	 K.Soares & L.C.Assis
- Syagrus × campos-portoana  	(Bondar) Glassman
- Syagrus × cipoensis  	K.Soares & L.C.Assis
- Syagrus × costae  	Glassman
- Syagrus × lacerdamourae  	K.Soares & C.A.Guim.
- Syagrus × matafome  	(Bondar) A.D.Hawkes
- Syagrus × mirandana 	Noblick
- Syagrus × serroana 	K.Soares & L.C.Assis
- Syagrus × teixeirana  	Glassman
- Syagrus × tostana  	(Bondar) Glassman	 [3]